# Ołtarz Domicjusza Ahenobarbusa

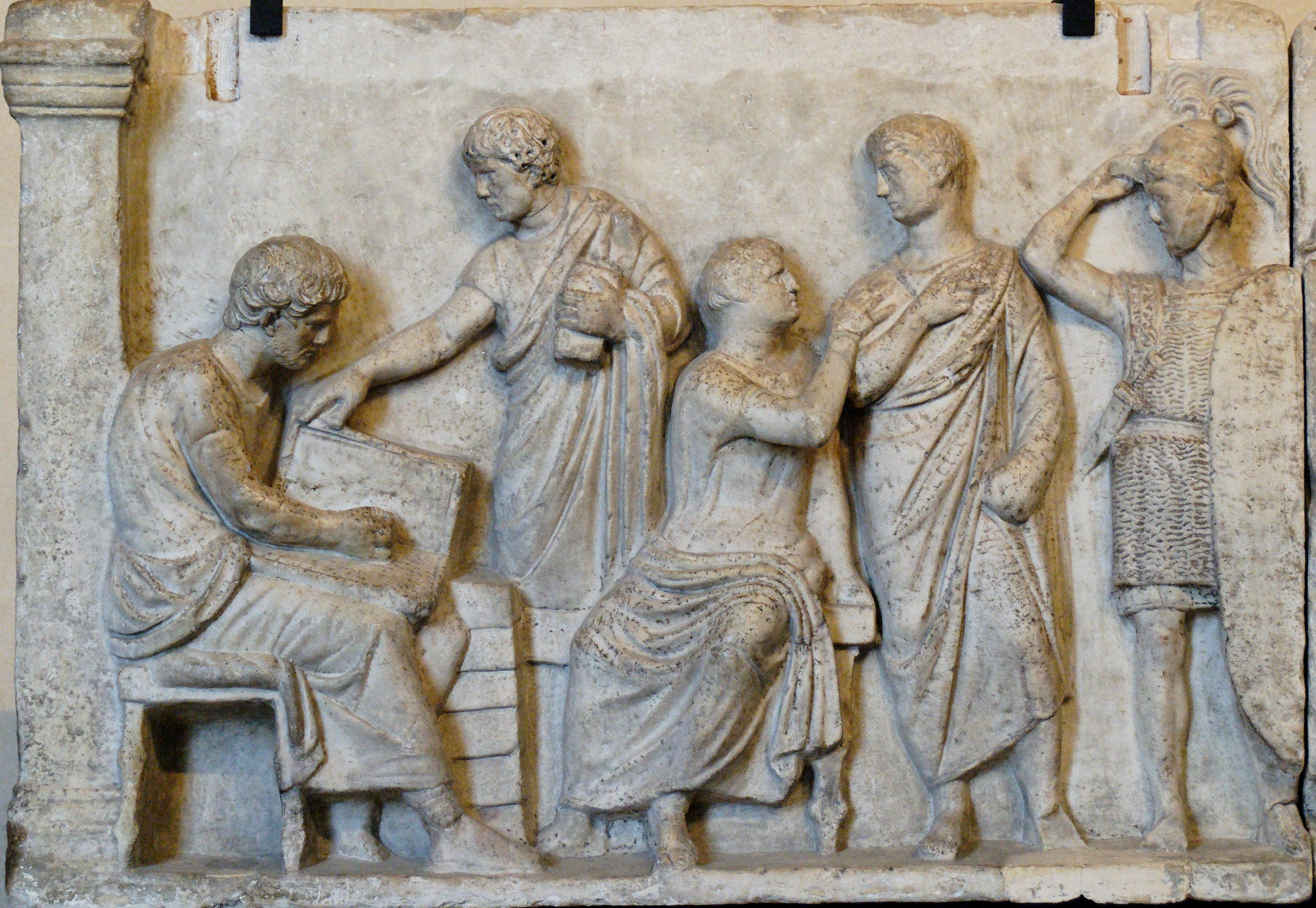
Lewa strona reliefu z Luwru

Ołtarz Domicjusza Ahenobarbusa – zwyczajowa nazwa czterech płaskorzeźbionych płyt marmurowych, datowanych na koniec II lub początek I wieku p.n.e. Trzy z nich znajdują się obecnie w zbiorach Gliptoteki monachijskiej, czwarta przechowywana jest w Luwrze.
Płyty zostały odkopane na początku XVII wieku na Polu Marsowym w Rzymie podczas prac ziemnych związanych z budową kościoła San Salvatore. Przypuszczalnie pochodziły ze stojącej w tym miejscu w starożytności świątyni Neptuna, ufundowanej przez Gnejusza Domicjusza Ahenobarbusa. Po odkryciu panele trafiły do rzymskiego Palazzo Santa Croce, gdzie znajdowały się do 1811 roku, kiedy to za sumę 1500 skudów zakupił je kardynał Joseph Fesch, wuj Napoleona Bonaparte. Po upadku cesarza Francuzów płyty wystawiono w 1816 roku na sprzedaż. Trzy z nich zakupił do zbiorów Gliptoteki monachijskiej Leo von Klenze, czwarta natomiast trafiła do Luwru.
Wbrew swojej tradycyjnej nazwie, płyty najprawdopodobniej nie pochodzą z ołtarza, lecz z podstawy posągu. Trzy znajdujące się w Monachium panele zdobią utrzymane w stylu hellenistycznym reliefy, przedstawiające zaślubiny Neptuna i Amfitryty, jadących w rydwanie otoczonym przez korowód nereid i trytonów. Płaskorzeźba na płycie z Luwru, utrzymana w bardziej surowych kanonach sztuki rzymskiej, ukazuje podzieloną na trzy akty ceremonię religijną związaną z cenzusem wojskowym. Po lewej widać dokonującego spisu cenzora. W części centralnej odziany w togę kapłan z nakrytą głową składa ofiarę ze świni, owcy i byka na ołtarzu boga Marsa, którego ukazano obok jako mężczyznę w rynsztunku wojskowym. Po prawej przedstawiono natomiast nowo zapisanych do armii żołnierzy, udających się w drogę do swoich oddziałów.